# Vaskovics László Árpád
Vaskovics László Árpád (Csallóköznádasd, 1936. június 19. – ) magyar származású német szociológus, a Magyar Tudományos Akadémia külső tagja.

## Élete
1936. június 19-én született a csehszlovákiai Csallóköznádasdon. Felsőfokú tanulmányokat Bécsben folytatott szociológia, filozófia és pszichológia szakon. PhD fokozatot a Bécsi Egyetemen nyert 1962-ben, majd 1969-ben habilitált Linzben. Linzben, majd Bambergben volt egyetemi oktató és kutató, közben 1976-napjainkig vendégprofesszorként működik a Budapesti Corvinus Egyetemen, ahol 1991-ben tiszteletbeli doktorrá fogadták. 
Figyelemreméltó szerkesztői tevékenységet fejtett ki szakmai folyóiratoknál is, többek közt szerkesztette a német Zeitschrift für Familienforschung (ZfF) című folyóiratot (Journal of Family Studies (ZFF) = Családi Tanulmányok folyóirata), s társszerkesztője volt a magyarországi Szociológiai Szemle című folyóiratnak. 1998-ban a Magyar Tudományos Akadémia külső tagjainak sorába választotta. Akadémiai székfoglaló beszéde magyar nyelven is megjelent. 2002-ben a Bambergi Egyetemen emeritálták, jelenleg is a németországi Bamberg városban él és alkot, s szociológiai társaságokban működik.

## Munkássága
Vaskovics László Árpád élete során 10 könyvet, 14 kutatási jelentést és körülbelül 100 cikket publikált. Az 1970-es években a németországi marginalizált társadalmi csoportok, köztük a hajléktalanok helyzetéről készített beszámolót azzal a céllal, hogy ezeken a csoportokon hogyan tudna a német állam segíteni. Az 1990-es évek elején időközi szociológiai jelentést adott közre a németországi törvénytelen gyermekek élethelyzetéről. Sokat foglalkozott azzal a kérdéssel, hogyan hat a modern életforma a családok életére, a nemek közti- és az interperszonális kapcsolatokra.

## Kötetei magyar közkönyvtárakban (válogatás)
- Stand der Forschung über Obdachlose und Hilfen für Obdachlose : Bericht über „Stand der Forschung über soziale Randgruppen/Obdachlose” und "Hilfen für soziale Randgruppen/Obdachlose" / Vaskovics L., W. Weins ; unter Mitarb. von H.-P. Buba. Stuttgart [etc.] : W. Kohlhammer, 1979. 320 p. (Schriftenreihe des Bundesministers für Jugend, Familie und Gesundheit ; 62.)
- Lebenslage nichtehelicher Kinder : Zwischenbericht / Laszlo A. Vaskovics [et al.] Bamberg : Sozialwissenschaftliche Forschungsstelle der Otto-Friedrich Universität, 1994. 215 p. (Forschungsbericht / SOFOS, Sozialwissenschaftliche Forschungsstelle der Otto-Friedrich Universität, ISSN 0942-3966)
- Lebensverläufe in der Moderne /[von Vaskovics László; eds. Rupp, Marina und Hofmann, Barbara]. Opladen : Leske + Budrich, 1997, 2 db

## Szervezeti tagságai
- Demográfiai Osztályközi Állandó Bizottság
- Andorka Rudolf Társadalomtudományi Társaság
- Budapesti Közgazdaságtudományi és Államigazgatási Egyetem
- Magyar Szociológiai Társaság
- Deutsche Gesellschaft für Demographie
- Deutsche Gesellschaft für Soziologie
- International Sociological Association

## Magyarul megjelent művei
- A társadalmi modernizáció és a szülői szerepváltozás összefüggései; MTA, Bp., 2000 (Székfoglalók a Magyar Tudományos Akadémián)
- Kamarás Ferenc–Kapitány Balázs–Vaskovics László: Fiatal házaspárok életútja Németországban és Magyarországon. Két házassági longitudinális vizsgálat összehasonlító elemzése; KSH Népességtudományi Kutató Intézet, Bp., 2005 (Központi Statisztikai Hivatal Népességtudományi Kutató Intézetének kutatási jelentései)